# Paul-Henri Spaak

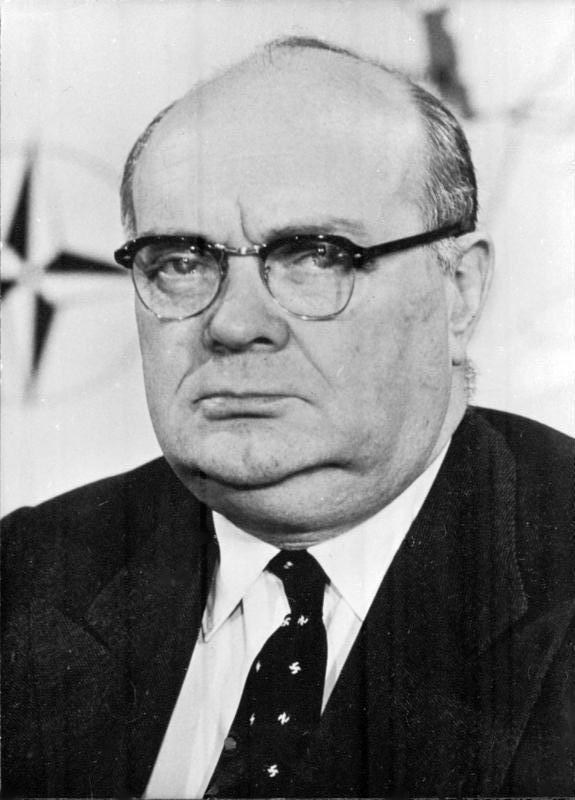
Spaak (1957)

Paul-Henri Charles Spaak anhörenⓘ (* 25. Januar 1899 in Schaerbeek/Schaarbeek bei Brüssel; † 31. Juli 1972 in Braine-l’Alleud) war ein belgischer Politiker (POB/PSB) und Funktionär internationaler Organisationen. Er war von 1938 bis 1939 und von 1946 bis 1949 Premierminister von Belgien. Als Präsident der Parlamentarischen Versammlung des Europarats (1949 bis 1951) und erster Präsident der Gemeinsamen Versammlung der Montanunion (1952 bis 1954) gilt Spaak als einer der Gründerväter eines vereinten Europa. Von 1957 bis 1961 war er Generalsekretär der NATO.

## Familie und Jugend
Paul-Henri Spaak war der Enkel des liberalen Politikers Paul Janson und Neffe eines weiteren Liberalen, Paul-Émile Janson, der von 1937 bis 1938 Premierminister von Belgien war. Sein Vater war der Rechtsanwalt und Politiker Paul Spaak, seine Mutter Marie Janson war der erste weibliche Senator des Landes. Während des Ersten Weltkrieges gab er sein Alter falsch an, um in die Armee eintreten zu können. Er geriet in deutsche Kriegsgefangenschaft, aus der er zwei Jahre später freikam.
Paul-Henri Spaak hatte drei Kinder: Antoinette, Fernand und Marie Spaak. Er ist ein Bruder der Drehbuchautoren Charles Spaak und Claude Spaak.

## Politische Karriere bis 1945
Spaak studierte Jura an der Université libre de Bruxelles, einer staatlichen und säkularen Universität, und wurde 1920 Mitglied der Belgischen Arbeiterpartei (POB). Neben seiner Tätigkeit als Anwalt arbeitete er ab 1925 als Büroleiter des sozialistischen Arbeitsministers Joseph Wauters. Im Jahr 1932 wurde er erstmals Abgeordneter seiner Partei. 1935 wurde er Minister für Verkehr und Post in der Regierung Paul van Zeeland. Erstmals 1936 gehörte er der Regierung seines Landes als Außenminister an. 1938 wurde er erstmals Premierminister und bekleidete dieses Amt bis zur deutschen Invasion 1940. Im Zweiten Weltkrieg war Spaak zwischen 1940 und 1944 Außenminister der Exilregierung in London. Im Laufe seiner politischen Karriere war er mehrfach Außenminister und dreimal Premierminister Belgiens.
Während Spaak sich ab 1936 für die Neutralitätspolitik Belgiens einsetzte und damit sein Land aus dem drohenden Krieg herauszuhalten suchte, sah er sich nach dem deutschen Angriff auf Belgien und Frankreich gegenüber Frankreich und Großbritannien zu gegenseitiger militärischer Unterstützung verpflichtet. Beim deutschen Angriff im Frühjahr 1940 hielt die belgische Armee entlang des belgisch-französischen Grenzflusses mit britisch-französischer Unterstützung stand und ermöglichte den britisch-französischen Streitkräften den Abzug von Dünkirchen. Bis zuletzt bemühte sich Spaak, den belgischen König Leopold III. zu einer Flucht ins unbesetzte Ausland zu überreden, der König widersetzte sich jedoch. In Überschreitung seiner verfassungsmäßigen Rechte erteilte der belgische König Leopold III. der Armee den Befehl zur Feuereinstellung und unterzeichnete die Kapitulation gegenüber den deutschen Generälen. Von seinem Londoner Exil aus unterstützte Spaak eine Politik der regionalen Kooperation und gemeinsamen Sicherheit und damit auch die 1944 begründete Zollunion zwischen Belgien, den Niederlanden und Luxemburg, die der Grundstein der Zusammenarbeit der Benelux-Staaten wurde.
Im Juli 1950 wollte König Leopold III. – der durch sein Verhalten während des Krieges vor allem in der Wallonischen Region diskreditiert war – auf den Thron zurückkehren und seinen von beiden Häusern des belgischen Parlaments 1944 zum Regenten bestimmten, auch in den Augen der Alliierten absolut einwandfreien Bruder, Prinz Karl verdrängen. In der mehrwöchigen, durch Massendemonstrationen und Streiks zeitweilig blutig ausgetragenen Kraftprobe wurde Spaak einer der wichtigsten Opponenten gegen die Rückkehr Leopolds.

## Internationaler Staatsmann
Durch die Erfahrung des Zweiten Weltkriegs tief geprägt, engagierte sich Spaak für die europäische und internationale Einigung:
Am 10. Januar 1946 wurde er in London zum Präsidenten der ersten UN-Generalversammlung der Vereinten Nationen gewählt. Während der dritten Sitzung der UN-Generalversammlung in Paris richtete Spaak an die sowjetische Delegation die berühmt gewordenen Worte: „Messieurs, nous avons peur de vous“ („Meine Herren, wir haben Angst vor Ihnen“).
1949 wurde Spaak Vorsitzender der Parlamentarischen Versammlung des Europarats; von diesem Amt trat er zwei Jahre später zurück. Zwischen 1950 und 1955 war er Leiter des Internationalen Rates der Europäischen Bewegung.
1952 bis 1954 war er Präsident der Gemeinsamen Versammlung der Europäischen Gemeinschaft für Kohle und Stahl (EGKS), der ersten Vorläuferorganisation der Europäischen Union. Heute befindet sich dessen Plenarsaal in Brüssel im Paul-Henri-Spaak-Gebäude. 1955 wurde er auf der Konferenz von Messina von den europäischen Staats- und Regierungschefs als Vorsitzender eines Ausschusses eingesetzt, der einen Bericht zur Vorbereitung eines gemeinsamen europäischen Marktes erstellen sollte. Dieser so genannte „Spaak-Bericht“ führte zur Unterzeichnung der Römischen Verträge und damit zur Gründung der Europäischen Wirtschaftsgemeinschaft (EWG) und der Europäischen Atomgemeinschaft (Euratom) am 25. März 1957 in Rom. An diesem Datum hat Spaak die am 1. Januar 1958 in Kraft getretenen Römischen Verträge unterzeichnet. Die drei Gemeinschaften zusammen bildeten die Europäischen Gemeinschaften, später Europäische Gemeinschaft (EG). Spaak engagierte sich für die europäische Einigung unter Einschluss Großbritanniens.
Am 16. Mai 1957 wurde Spaak Generalsekretär der NATO und übte dieses Amt bis zum 21. April 1961 aus, als er zum  stellvertretenden Ministerpräsidenten und Außenminister seines Landes gewählt wurde; stellvertretender Ministerpräsident blieb er bis 1965, Außenminister bis 1966.
Paul-Henri Spaak war von 1953 bis 1957 auch Bürgermeister von Saint-Gilles/Sint-Gillis. Er zog sich 1966 aus der Politik zurück, übernahm aber im selben Jahr bis 1969 das Amt des Präsidenten der Atlantic Treaty Association. 
Während eines Ferien-Aufenthaltes auf den Azoren im Sommer 1972 erkrankte er und starb kurze Zeit später im Krankenhaus von Braine-l’Alleud bei Brüssel.

## Würdigung
Nach Einschätzung des EU-Historikers Christoph Driessen bewies Spaak "als einer der ersten, dass Vertreter kleiner Länder in internationalen Verbänden nicht untergehen müssen, sondern im Gegenteil gerade die Möglichkeit haben, eine ungleich größere Rolle zu spielen, als dies im nationalen Kontext je denkbar wäre". Spaaks finest hour sei das Aushandeln der Römischen Verträge gewesen: "Hier entfalteten seine besonderen Qualitäten - Führungsstärke, Verhandlungsgeschick, Überzeugungskraft, Redekunst, Schlagfertigkeit - ihre größte Wirkung."    

## Ehrungen

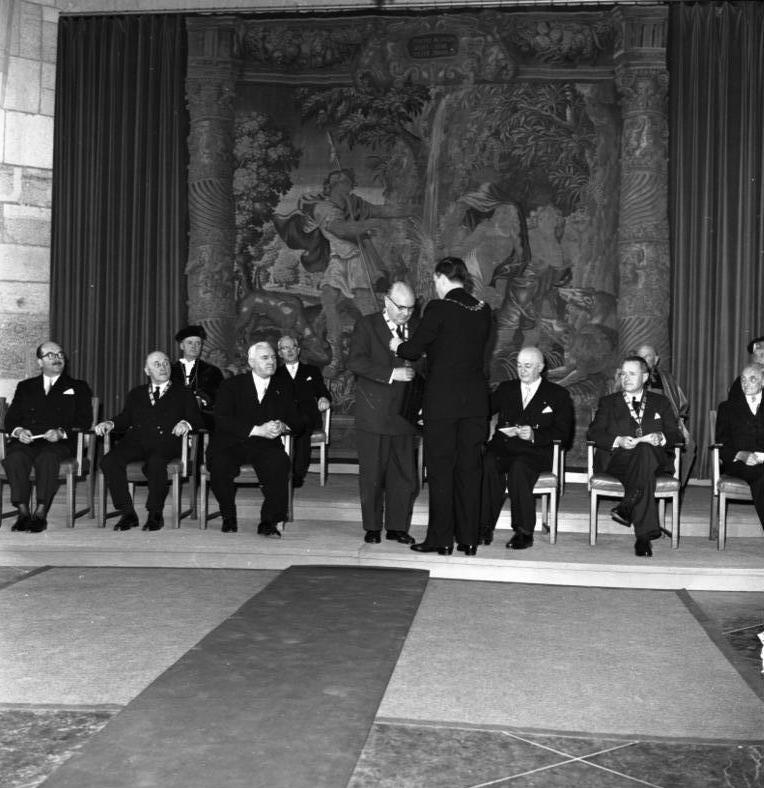
Verleihung des Karlspreises 1957

- 1950 wurde Spaak zum Mitglied der American Academy of Arts and Sciences gewählt.
- Am 30. Mai 1957 erhielt Spaak den internationalen Karlspreis der Stadt Aachen für sein Verdienst um Europas Einigung und Sicherheit.
- Großkreuz des Verdienstordens der Italienischen Republik
- Mitglied der Königlichen Belgischen Akademie der Französischen Sprache und Literatur.
- Medal of Freedom (1961).

## Werke
1969 veröffentlichte er seine Memoiren unter dem Titel Combats inachevés (Unvollendete Gefechte, 2 Bände).